# Justo Takayama
Iustus Takayama Ukon (高山右近?) o Dom Justo Takayama (nacido Hikogorō Shigetomo; 1552 – 3 o 5 de febrero de 1615) fue un católico kirishitan japonés, daimyō y samurái que vivió durante el periodo Sengoku y fue testigo del sentimiento antirreligioso japonés. Eligió ser exiliado a Manila y perder todos sus títulos nobles antes que renunciar a su fe. Ukon había sido bautizado a la fe en 1564 a la edad de doce años, aunque con el tiempo descuidó su fe debido a sus acciones como samurái. Aun así, su fe quedó restituida justo después de su mayoría de edad.
Fue declarado mártir y beatificado el 7 de febrero de 2017. Se conmemora en el santoral católico el 3 de febrero.

## Biografía
Justo Takayama era el hijo mayor (por lo tanto el heredero) de Takayama Tomoteru quien era el señor del Castillo Sawa en la Provincia de Yamato. Su nombre de nacimiento era Hikogorō (彦五郎). En 1564 su familia se convirtió al catolicismo gracias a una misión jesuita portuguesa, tomando el nombre cristiano de Justo. Los europeos se referían a él con el honorífico Dom.
En 1571 luchó en una batalla importante como parte de su ritual de mayoría de edad que culminó en un duelo a muerte contra un compatriota a quien mató; pero Takayama recibió graves heridas en el proceso y durante su convalecencia se dio cuenta de lo poco que le había importado su fe al momento de luchar.
Se casó en 1574 y tuvo tres hijos (dos murieron cuando eran bebés) y una hija.
Justo y su padre lucharon durante la época turbulenta para asegurar su posición como daimyō, logrando adquirir el Castillo Takatsuki (en Takatsuki, Osaka) y participó en la Guerra Ishiyama Hongan-ji (1570-1580) bajo el mando del señor de la guerra Oda Nobunaga y también bajo el daimyō Toyotomi Hideyoshi, participando en la Batalla de Yamazaki y en la Batalla de Shizugatake.
Durante su dominio de la región de Takatsuki, él y su padre impulsaron sus políticas de evangelización, bautizando a un gran número de sirvientes y destruyendo numerosos templos budistas y santuarios sintoístas tanto en Takatsuki como en Akashi. Sin embargo,en 1587, Hideyoshi se volvió hostil hacia la fe cristiana y ordenó la expulsión de todos los misioneros y que todos los daimyō cristianos renunciaran a su fe. Si bien varios daimyō obedecieron esta orden y renunciaron al catolicismo romano, Justo proclamó que no renunciaría a su fe y preferiría renunciar a sus tierras y todo lo que poseía.Takayama vivió bajo la protección de Maeda Toshiie durante varias décadas, pero en 1614 Tokugawa Ieyasu (el gobernante de la época) prohibió la fe cristiana, lo que provocó la expulsión de Takayama de Japón.
El 8 de noviembre de 1614, junto con otros 300 cristianos japoneses, abandonó su hogar desde Nagasaki. Llegó a Manila el 11 de diciembre de 1614, donde recibió una cálida bienvenida por parte de los jesuitas españoles y los filipinos locales.

### Ceremonia del té
Fuera del ámbito bélico y religioso, Takayama es recordado como un hábil maestro en la ceremonia japonesa del té. Fue discípulo de Sen no Rikyū y formó parte de los «Siete Maestros de Rikyu», un grupo compuesto por sus mejores alumnos.
El misionero João Rodrigues se refirió a Takayama como "la figura líder en Japón en este campo".

### Muerte
Tras sufrir una fiebre violenta, murió de enfermedad a la medianoche del 3 o 5 de febrero de 1615, 44 días después de llegar a Manila. El gobierno español le dio cristiana sepultura con todos los honores militares propios de un daimyō.

## Personas bautizadas por Justo Takayama
Entre las personas más destacables a las cuales Takayama bautizó, se encuentran:
- Makimura Toshisada, daimyō.
- Kuroda Yoshitaka, daimyō.
- Gamō Ujisato, daimyō.
- Hosokawa Gracia, noble.
- Nakagawa Hidemasa, samurái.

Aunque Hosokawa Tadaoki y Maeda Toshiie no se bautizaron, su cercana amistad con Takayama los llevó a defender al cristianismo frente a los gobernantes que alentaban la persecución.

## Beatificación

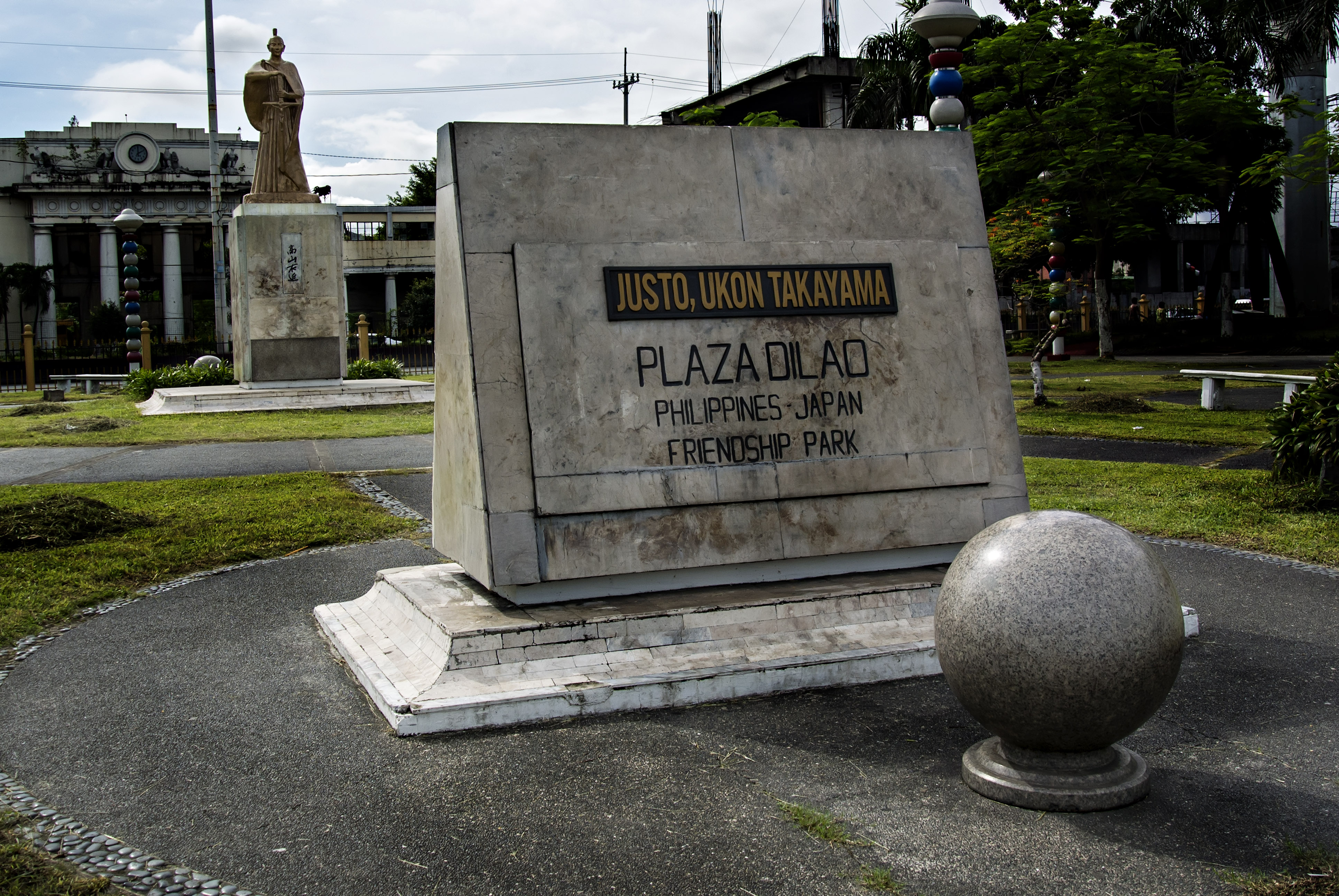
Estatua de Justo Takayama en la plaza Dilao, en Manila, Filipinas.

Su causa de beatificación inició el 10 de junio de 1994, recibiendo el título de Siervo de Dios. La causa se estancó hasta que en octubre de 2012 se presentó una carta al Papa Benedicto XVI pidiendo que se volviera a examinar la causa. La investigación se reanudó en 2013, con la esperanza de que Takayama pudiera ser beatificado en 2015, en el aniversario 400 de su muerte, pero esto no se cumplió. El retraso se debió a que los postuladores pretendían confirmar, de forma poco habitual, que Takayama era un mártir a pesar de no haber muerto de forma violenta. Según se argumentaba, se debía tomar en cuenta que Takayama cayó enfermo y murió por haber renunciado a la comodidad de su vida en Japón por ser cristiano, por lo que debería ser reconocido como mártir, y en consecuencia, podría ser beatificado sin necesidad de un milagro previo.
Los consultores históricos se reunieron para discutir la causa el 10 de diciembre de 2013 y los teólogos se reunieron el 20 de mayo de 2014 para discutir y votar sobre la causa. Los cardenales y obispos miembros del Dicasterio de las Causas de los Santos se reunieron el 18 de junio de 2015 para tomar una decisión final sobre la causa antes de que pudiera presentarse al Papa Francisco para su aprobación, y tuvieron que reunirse nuevamente el 12 de enero de 2016.El Papa Francisco aprobó la beatificación de Takayama el 21 de enero de 2016. La ceremonia se celebró en Osaka el 7 de febrero de 2017.
El caso de Takayama es de los pocos en la era moderna de la iglesia en la que un beato es declarado mártir sin necesidad de una muerte violenta.
En diciembre de 2023 se anunció que un posible milagro atribuido a su intercesión ya se encontraba en investigación.